# گابور پرسر
گابور پْرِسِّر (مجاری: Presser Gábor؛ زادهٔ ۲۷ مه ۱۹۴۸ در بوداپست) خواننده، نوازنده و آهنگساز اهل مجارستان و برندهٔ جایزه کشوت است. او عضو گروه لوکوموتیو گ‌ت، مدیر موسیقی تئاتر کمدی بوداپست و یکی از شخصیت‌های برجسته موسیقی پاپ مجارستان است.

## زندگی‌نامه

### جوانی
پدر پرسر در تالاربازار میدان کلائزال دلال مرغ بود و خودش نیز بعد از مدرسه برای کمک به آنجا می‌رفت. او از چهار سالگی شروع به نواختن پیانو کرد و در مدرسه هم معلم موسیقی پی به استعداد او برد. او در دبیرستان موسیقی بلا بارتوک ثبت‌نام کرد و همزمان در مدرسهٔ رقص برای ساعتی چهارده فورینت پیانو می‌نواخت. آهنگسازی را نیز او از سن یازده سالگی شروع کرد. خانهٔ آنها در خیابان دوب شمارهٔ ۴۶/ب طبقهٔ اول بود و یک طبقه بالاتر رِژو شِرِش آهنگساز معروف و سازندهٔ آهنگ یکشنبه غم‌انگیز، زندگی می‌کرد. پرسر گهگاهی پای صحبت شرش می‌نشست و پارتیتورهای خود را به او نشان می‌داد. شرش ساعت ‎۲–۶ هر روز به اقتباس‌های مختلف از یکشنبه غم‌انگیز گوش می‌داد که طنینش در آپارتمان‌های اطراف هم انعکاس می‌یافت. پرسر بعدها آهنگ «پلافون» خود را بر اساس آن خاطرات ساخت.

### گروه موسیقی اومگا (‎۱۹۶۷–۱۹۷۱)
پرسر در دوران دبیرستان تنها به موسیقی کلاسیک علاقه داشت، اما همکلاسی داشت که او را به کنسرت‌های اسکامپولو، گروه نوازندگان آماتوری راک اند رول می‌برد. از سال ۱۹۶۷ پرسر شروع به ساختن آهنگ برای اومِگا کرد، که تا آن زمان به بازخوانی آهنگ‌های موفق خارجی می‌پرداختند. در تابستان آن سال او به جمع نوازندگان پیوست، که دو کیبوردنواز بدون تک‌نواز گیتار داشت. این ترکیب موفق نبود و یک گیتاریست جایگزین پرسر شد؛ در این مدت، او در گروه اسکامپولو می‌نواخت و آهنگسازی می‌کرد. در ۱۹۶۸، به عضویت دوباره گروه اومگا دعوت شد. بعد از ساختن چند تک‌آهنگ، او آهنگساز اصلی سه آلبوم اول اومگا بود. بعد از جدایی از گروه در ۱۹۷۱، پرسر چندین مرتبه دیگر به صورت زنده با هم‌گروه‌های سابق اجرا داشت.

### گروه لوکوموتیو گ‌ت (‎۱۹۷۱–۱۹۸۴)
پرسر یکی از بنیان‌گذاران گروه لوکوموتیو گ‌ت یا به‌صورت کوتاه لوکشی بود، گروه پراگرسیو راک که در ۱۹۷۱ به راه افتاد و بعدها به سبک‌های جاز، فانک و پاپ نیز اجرا داشت. همه اعضای بنیانگذار، به غیر از پرسر، تا سال ۱۹۷۷ گروه را ترک کردند. پرسر در دهه هفتاد با ساختن اکثر آهنگ‌های گروه، به تنهایی به شخصیت اصلی موسیقی مجارستان تبدیل شد. مشهورترین ساخته‌های وی عبارتند بودند از: «خودت را تکان بده» (۱۹۷۳)، «زن آبی» (۱۹۷۳)، «بگو، اگر بلند می‌خوانم» (۱۹۷۵)، «آهنگ را برای تو می‌نویسم» (۱۹۷۵)، «کلمهٔ فراموش‌شده» (۱۹۷۵)، «کوچک، بزرگ، آرتور و هندی» (۱۹۷۶)،  «رادیو» (۱۹۷۷)، «دوستان خوبی هستیم» (۱۹۷۷)، «تسلیم نمی‌شوم» (۱۹۷۸)، «بوکس» (۱۹۸۰) و «قطار شب» (۱۹۸۴). آخرین آلبوم گروه در ۱۹۸۴ منتشر شد.
در این بین همچنین در تئاتر نیز فعالیت‌هایی داشت. در ۱۹۷۳، اولین نمایش موزیکال خود را ارائه داد که اقتباسی موزیکال از رمان کوتاه گزارش خیالی در مورد یک فستیوال پاپ آمریکایی بود. او همچنین از ۱۹۷۳ مدیر موسیقی تئاتر کمدی بوداپست است.

### پس از لوکوموتیو گ‌ت
پرسر تئاتر موزیکال اتاق زیرشیروانی را در ۱۹۸۸ بر روی صحنه برد. اولین آلبوم واقعی او در ۱۹۹۴ با عنوان فقط ترانه‌ها و پس از آن داستانهای کوچک در ۱۹۹۶ منتشر شد.
با وجود اینکه لوکوموتیو گ‌ت در دهه ۸۰ منحل شد، گروه در سال ۱۹۹۲ کنسرت خداحافظی برگزار کرد.
در ۲۰۰۹، پرسر کنسرتی به مناسبت ۴۰ سال زندگی حرفه‌ای خود را با مهمانانی برگزار کرد.
در ۲۰۱۳، آهنگ «برده‌های جدید» کانیه وست نامزد دریافت جایزه گرمی شد که حاوی یک دقیقه از آهنگ موفق «دختر مومرواریدی» محصول گروه اومگا و از ساخته‌های پرسر در دههٔ شصت بود. پرسر در مه ۲۰۱۶ با طرح دعوی خواستار خسارت ۲٫۵ میلیون دلاری برای نقض حق تکثیر شد؛ این پرونده کماکان باز است.
در ۲۰۱۵ او آلبومی با عنوان به جای سِرِناد منتشر کرد که در صدر آی‌تیونز قرار گرفت.

## یادداشت
1. ↑  Klauzál tér
2. ↑  Plafon
3. ↑  Scampolo
4. ↑  موفق‌ترین گروه راک مجارستان.
5. ↑  Ringasd el magad
6. ↑  Kék asszony
7. ↑  Szólj rám, ha hangosan énekelek
8. ↑  Neked írom a dalt
9. ↑  Egy elfelejtett szó
10. ↑  A Kicsi, a Nagy, az Arthur és az Indián
11. ↑  A rádió
12. ↑  Jóbarátok vagyunk
13. ↑  Nem adom fel
14. ↑  Boksz
15. ↑  Éjszakai vonatozás
16. ↑  Képzelt riport egy amerikai popfesztiválról
17. ↑  A padlás
18. ↑  Csak dalok
19. ↑  Kis történetek
20. ↑  New Slaves
21. ↑  Gyöngyhajú lány
22. ↑  Szerenád helyett